# Voith

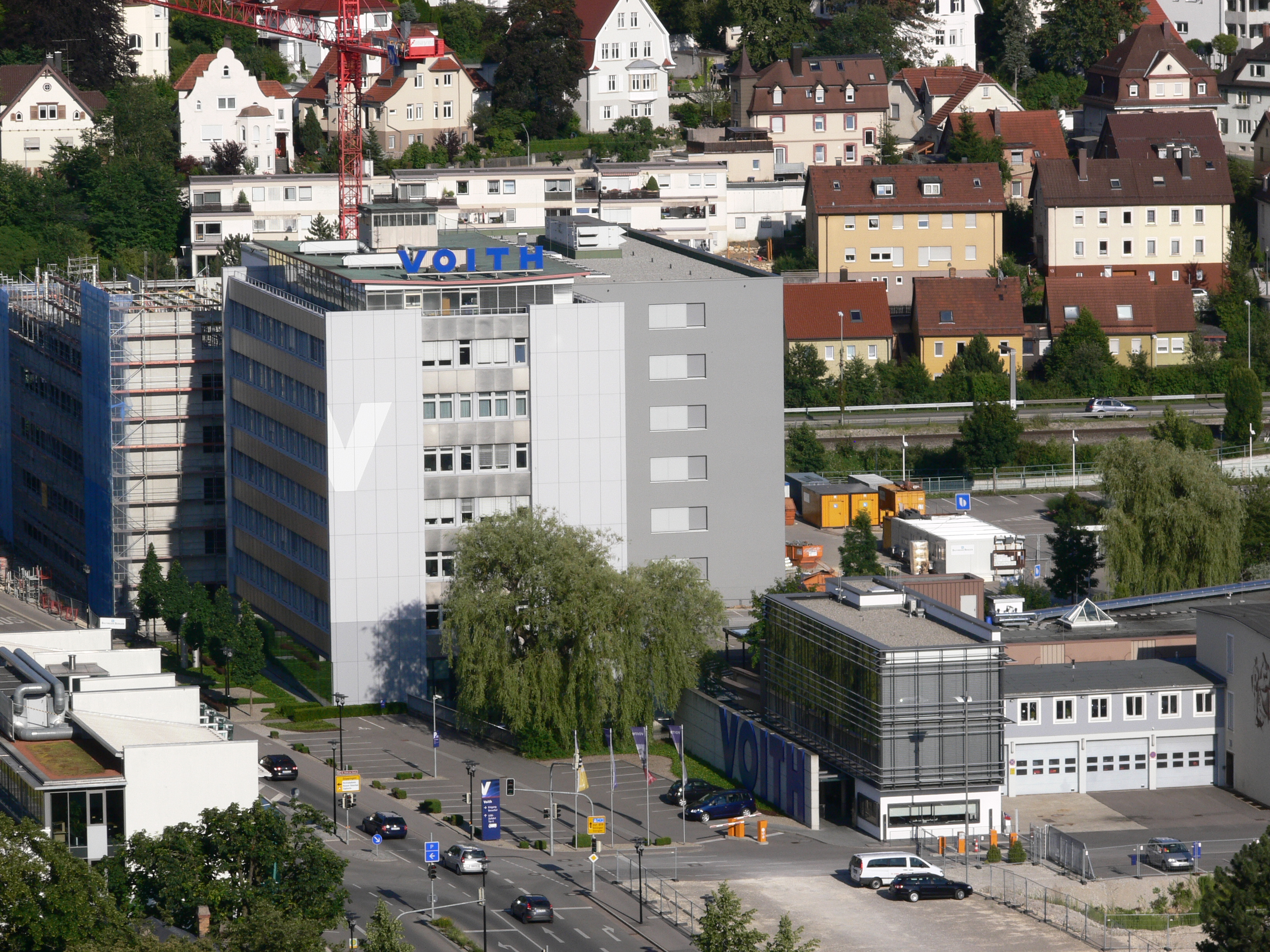
Voiths huvudkontor i Heidenheim

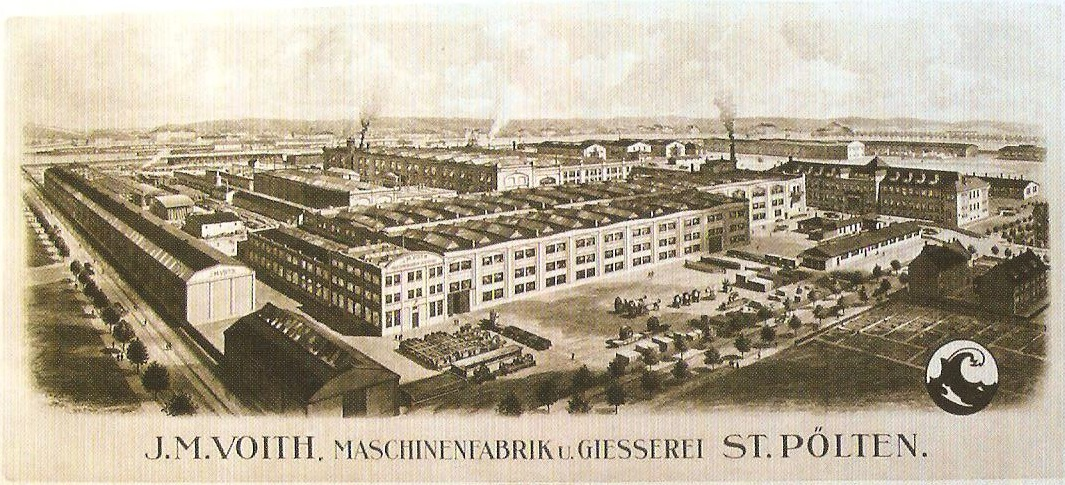
Fabriken i Sankt Pölten i Österrike 1910

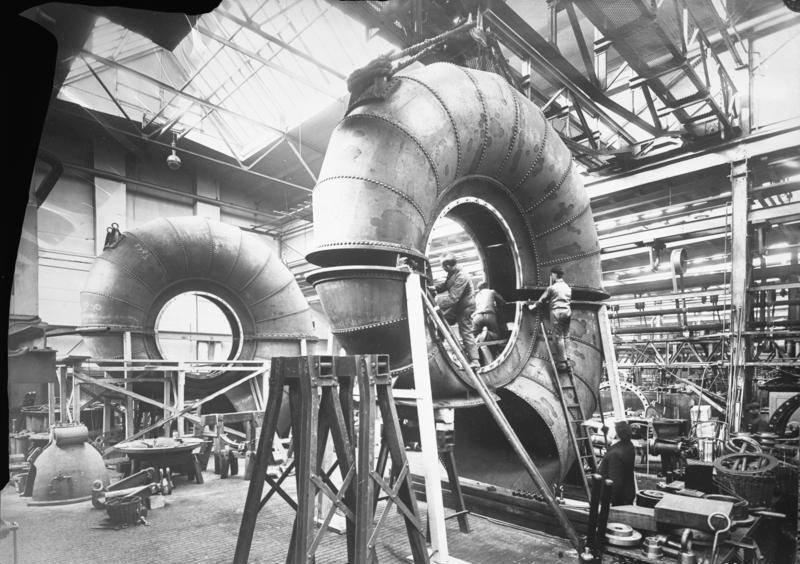
Montering av spiralturbiner för det norska kraftverket Nore I 1928

Voith GmbH är en tyskt familjeägt verkstadsföretag, som grundades 1867 i Heidenheim an der Brenz i Baden-Württemberg i Tyskland. 

## Historik
Friedrich Voith (1840–1913) tog 1867 över sin far Johann Matthäus Voiths firma med 30 anställda och registrerade i det lokala handelsregistret under namnet Maschinenfabrik J. M. Voith. Firman var en mekanisk verkstad som hade specialiserat sig på spinnerimaskiner i textilfabriker. Voith började så småningom med pappersmaskiner efter att ha utvecklat det patent som ursprungligen beviljats Heinrich Voelter (1817–1887) och Friedrich Gottlob Keller på 1840-talet.
År 1879 tillverkades den första vattenkraftturbinen efter Adolf Pfarrs (1851–1912) konstruktion. År 1922 byggde Voith den första kommersiella Kaplanturbinen.
På 1920-talet tog företaget upp produktion av transmissionsutrustning. Voith började också omkring 1930 tillverka cyklorotorer, kallade Voith-Schneider, eller VS-aggregat, ett alternativ till propeller för framdrivning av fartyg.

## Voith i Sverige
- Hudiksvall – Tillverkning och utveckling av momentbegränsare med mera
- Högsjö – Tillverkning av pressfilt
- Lessebo – Slipning och rekonditionering av valsar i pappers- och massamaskiner
- Västerås Tillverkning av generatorer
- Kristinehamn - Turbiner